# Deux-Évailles
Deux-Évailles és un municipi francès situat al departament de Mayenne i a la regió de País del Loira. L'any 2007 tenia 203 habitants.
L'1 de gener de 2019 va passar a ser una comuna delegada de la comuna nova de Montsûrs a fusionar-se amb las comunas de Montourtier, de Montsûrs, de Saint-Céneré, i de Saint-Ouën-des-Vallons.

## Demografia

### Població
El 2007 la població de fet de Deux-Évailles era de 203 persones. Hi havia 81 famílies de les quals 17 eren unipersonals (13 homes vivint sols i 4 dones vivint soles), 30 parelles sense fills i 34 parelles amb fills.
La població ha evolucionat segons el següent gràfic:
Habitants censats

### Habitatges
El 2007 hi havia 100 habitatges, 79 eren l'habitatge principal de la família, 14 eren segones residències i 7 estaven desocupats. 94 eren cases i 2 eren apartaments. Dels 79 habitatges principals, 60 estaven ocupats pels seus propietaris, 16 estaven llogats i ocupats pels llogaters i 3 estaven cedits a títol gratuït; 10 tenien dues cambres, 14 en tenien tres, 18 en tenien quatre i 37 en tenien cinc o més. 56 habitatges disposaven pel capbaix d'una plaça de pàrquing. A 33 habitatges hi havia un automòbil i a 35 n'hi havia dos o més.

### Piràmide de població
La piràmide de població per edats i sexe el 2009 era:
| Homes | Edats   | Dones |
| ----- | ------- | ----- |
| 0     | 95 o +  | 0     |
| 0     | 90 a 94 | 0     |
| 0     | 85 a 89 | 0     |
| 0     | 80 a 84 | 0     |
| 4     | 75 a 79 | 0     |
| 4     | 70 a 74 | 8     |
| 8     | 65 a 69 | 0     |
| 4     | 60 a 64 | 8     |
| 8     | 55 a 59 | 8     |
| 8     | 50 a 54 | 8     |
| 8     | 45 a 49 | 0     |
| 4     | 40 a 44 | 4     |
| 8     | 35 a 39 | 4     |
| 4     | 30 a 34 | 4     |
| 4     | 25 a 29 | 4     |
| 4     | 20 a 24 | 0     |
| 0     | 15 a 19 | 4     |
| 0     | 10 a 14 | 0     |
| 4     | 5 a 9   | 8     |
| 0     | 0 a 4   | 12    |

## Economia
El 2007 la població en edat de treballar era de 126 persones, 95 eren actives i 31 eren inactives. De les 95 persones actives 85 estaven ocupades (50 homes i 35 dones) i 9 estaven aturades (2 homes i 7 dones). De les 31 persones inactives 12 estaven jubilades, 4 estaven estudiant i 15 estaven classificades com a «altres inactius».

### Ingressos
El 2009 a Deux-Évailles hi havia 73 unitats fiscals que integraven 197 persones, la mediana anual d'ingressos fiscals per persona era de 12.823 €.

### Activitats econòmiques
Dels 10 establiments que hi havia el 2007, 1 era d'una empresa alimentària, 1 d'una empresa de fabricació d'altres productes industrials, 3 d'empreses de construcció, 2 d'empreses de comerç i reparació d'automòbils, 1 d'una empresa d'hostatgeria i restauració, 1 d'una empresa de serveis i 1 d'una empresa classificada com a «altres activitats de serveis».
Dels 3 establiments de servei als particulars que hi havia el 2009, 1 era una fusteria, 1 electricista i 1 restaurant.
L'únic establiment comercial que hi havia el 2009 era una fleca.
L'any 2000 a Deux-Évailles hi havia 19 explotacions agrícoles que ocupaven un total de 490 hectàrees.

## Equipaments sanitaris i escolars
El 2009 hi havia una escola elemental integrada dins d'un grup escolar amb les comunes properes formant una escola dispersa.

## Poblacions més properes
El següent diagrama mostra les poblacions més properes.